# 科季克市镇
科季克市镇（俄语：Котикское муниципальное образование）是俄罗斯联邦伊尔库茨克州图伦区所属的一个市镇。其下辖有5个居民点，行政中心为科季克。据2016年统计，该市镇的人口为1715人。